# Д’Эпернон, Луи де Ногаре де Ла Валетт
Луи де Ногаре де Ла Валетт Д’Эпернон (фр. Louis de Nogaret de La Valette d'Épernon; 2 августа 1593, Ангулем — 28 сентября 1639, Риволи, Италия) — французский священнослужитель и военачальник, архиепископ Тулузы (1614—1628), римско-католический кардинал, генерал-лейтенант французской королевской армии.

## Биография

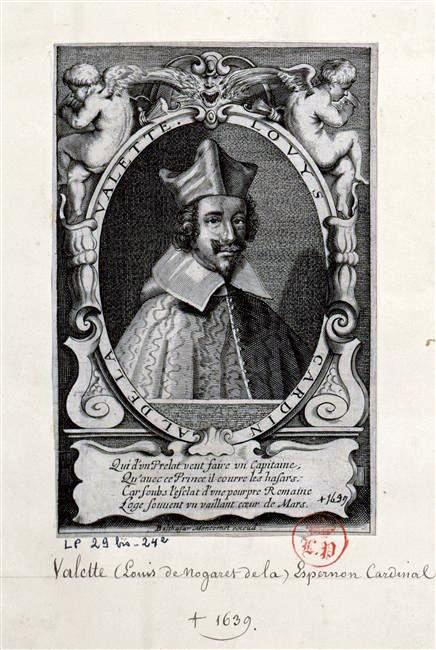
Кардинал Луи де Ногаре де Ла Валетт

Третий сын вельможи, одного из самых могущественных людей Франции и одного из самых близких миньонов короля Генриха III («архиминьона» или «полукороля») Жана Луи де Ногаре де Ла Валетт герцога д’Эпернона и его жены Маргариты де Фуа-Кандаль, последней графини Астарака. Его братом был герцог Бернар д’Эпернон (1592—1661), военный деятель, губернатор Гиени и Бургони.
Благодаря влиянию отца сделал быструю карьеру.
В 1599 году в возрасте 6 лет получил Аббатство Грендселв (Abbaye de Notre-Dame de Grandselve) в Тарн и Гаронна.
Образование получил в Иезуитском Колледже де ла Флеш в Париже и в университете Сорбонны, где изучал философию.
В 1612 году оставил аббатство в пользу кардинала Франсуа де Жуайеза, который взамен уступил ему архиепископство в Тулузе, позже стал аббатом Аббатства Сен-Виктор в Марселе, Сен-Виктор-де-Меце, Сен-Сернене, Сен-Мелейн-Ренне, Грассе, Гар-на-Сомме и Сен-Мартен-де-Шам. Получил клерикальный постриг. Затем был капелланом короля Людовика XIII.
Архиепископ Тулузы (с 26 августа 1613 по 1628).
11 января 1621 года по просьбе французского короля получил кардинальскую шапку от папы Павла V.
Получил также должность Великого раздатчика милостыни Франции, одну из высших сановнических должностей Французской монархии и членов Дома короля в период Старого Режима. Руководил духовным домом королевского двора («Maison ecclésiastique du roi de France»), также известным как Королевская капелла.
Луи де Ногаре де Ла Валетт был также полководцем.
Кардинал де ла Валетт в военных вопросах подчинялся кардиналу Ришельё, что принесло ему прозвище кардинала-камердинера (кардинала-слуги).
Кардинал Ришельё назначил его генерал-лейтенантом королевской армии и губернатором Анжу в 1631 году, Меца и Мессины в 1634 году.
Командующий французскими войсками в Германии в 1635 г., вместе с Иоганном Эрнстом, герцогом Саксен-Веймарским командовал армией во время Тридцатилетней войны. Воевал в Вестфалии и Нижней Саксонии. Их армия взяла Бинген, сняла осаду Майнца, захватила Цвайбрюккен и др. Затем воевал в Пикардии (1637) и в Италии (1638 г.), где он умер.